# Agylla niphostibes
Agylla niphostibes là một loài bướm đêm thuộc phân họ Arctiinae, họ Erebidae.